# Lockarps församling
Lockarps församling var en församling i Lunds stift och i Malmö kommun. Församlingen uppgick 1983 i Oxie församling.

## Administrativ historik
Församlingen har medeltida ursprung. 
Församlingen var före 1939 i pastorat med Fosie församling, före omkring 1622 som moderförsamling, därefter som annexförsamling. Från 1939 till 10 mars 1977 var församlingen annexförsamling i pastoratet Bunkeflo, Glostorp och Lockarp som från 1962 även omfattade Oxie församling. Från 10 mars 1977 till 1983 var den annexförsamling i pastoratet Oxie, Bunkeflo, Glostorp och Lockarp. Församlingen uppgick 1983 i Oxie församling.

## Kyrkor
- Lockarps kyrka